# Morska salata
Morska salata (lat. Ulva) je jestiva zelena alga, široko rasprostranjena na stjenovitim obalama mora i oceana. Živi u staništima dubine do 23 metra, koja su bogata organskim tvarima. Pokazatelj je onečišćene vode.

## Opis
Morska salata je svjetlo do tamnozelena alga sastavljena od šiljastih listova. Talus podsjeća na list zelene salate, a veličina mu varira između 15 i 60 centimetara. Sastavljen je od dva sloja stanica. Nema diferencijacije stanica, sve su otprilike jednake osim osnovnih stanica, iz kojih nastaju rizoidi, koji služe za pričvršćivanje za dno. Svaka stanica sadrži jednu jezgru, te ima jedan kloroplast s jednim pirenoidom.
Razmnožavanje traje između lipnja i kolovoza.

## U prehrani
Koristi se često u japanskoj i mediteranskoj kuhinji. Sadrži veliku količinu bjelančevina, vlakana i antioksidansa, te je bogata željezom i jodom. Također, u sebi ima mnoge čovjeku potrebne vitamine i minerale. Dobro djeluje na probavni i imunološki sustav.

## Vrste
Postoji 99 priznatih vrsta
1. Ulva acanthophora (Kützing) H.S.Hayden, Blomster, Maggs, P.C.Silva, Stanhope & Waaland
2. Ulva adhaerens Matsumoto & Shimada
3. Ulva anandii Amjad & Shameel
4. Ulva aragoënsis (Bliding) Maggs
5. Ulva arasakii M.Chihara
6. Ulva arbuscula Lagourgue & Payri
7. Ulva ardreana M.Cormaci, G.Furnari & G.Alongi
8. Ulva atroviridis Levring
9. Ulva australis Areschoug
10. Ulva batuffolosa Lagourgue & Payri
11. Ulva beytensis Thivy & Sharma
12. Ulva brevistipita V.J.Chapman
13. Ulva brisbanensis L.G.Kraft, Kraft & R.F.Waller
14. Ulva bulbosa Pasilot de Beauvois
15. Ulva californica Wille
16. Ulva chaetomorphoides (Børgesen) H.S.Hayden, Blomster, Maggs, P.C.Silva, Stanhope & Waaland
17. Ulva chapmanii Molinari & Guiry
18. Ulva chaugulii M.G.Kavale & M.A.Kazi
19. Ulva clathrata (Roth) C.Agardh
20. Ulva clathratioides L.G.Kraft, Kraft & R.F.Waller
21. Ulva compressa Linnaeus
22. Ulva conglobata Kjellman
23. Ulva costata Wollny
24. Ulva covelongensis V.Krishnamurthy & H.Joshi
25. Ulva crassimembrana (V.J.Chapman) H.S.Hayden, Blomster, Maggs, P.C.Silva, Stanhope & Waaland
26. Ulva croatica Alongi, Cormaci & G.Furnari
27. Ulva cruciata (Collins) A.C.Mathieson & Dawes
28. Ulva curvata (Kützing) De Toni
29. Ulva dangeardii Gayral & Mazancourt
30. Ulva expansa (Setchell) Setchell & N.L.Gardner
31. Ulva fenestrata Postels & Ruprecht
32. Ulva finissima Lagourgue & Payri
33. Ulva flexuosa Wulfen
34. Ulva geminoidea V.J.Chapman
35. Ulva gigantea (Kützing) Bliding
36. Ulva gracillima (G.S.West) Škaloud & Leliaert
37. Ulva grandis Saifullah & Nizamuddin
38. Ulva hookeriana (Kützing) H.S.Hayden, Blomster, Maggs, P.C.Silva, Stanhope & Waaland
39. Ulva howensis (A.H.S.Lucas) Kraft
40. Ulva iliohaha H.L.Spalding & A.R.Sherwood
41. Ulva intestinalis Linnaeus
42. Ulva intestinaloides (Koeman & Hoek) H.S.Hayden, Blomster, Maggs, P.C.Silva, Stanhope & Waaland
43. Ulva kraftiorum Huisman
44. Ulva kylinii (Bliding) H.S.Hayden, Blomster, Maggs, P.C.Silva, Stanhope & Waaland
45. Ulva lacinulata (Kützing) Wittrock
46. Ulva lactuca Linnaeus
47. Ulva laingii V.J.Chapman
48. Ulva limnetica K.Ichihara & S.Shimada
49. Ulva linza Linnaeus
50. Ulva linzoides Alongi, Cormaci & G.Furnari
51. Ulva maeotica (Proshkina-Lavrenko) P.M.Tsarenko
52. Ulva meridionalis R.Horimoto & S.Shimada
53. Ulva nematoidea Bory
54. Ulva ohiohilulu H.L.Spalding & A.R.Sherwood
55. Ulva ohnoi M.Hiraoka & S.Shimada
56. Ulva ovata (F.Thivy & Visalakshmi ex H.V.Joshi & V.Krishnamurthy) A.S.Kumar & Palanishamy
57. Ulva papenfussii Pham-Hoang Hô
58. Ulva paradoxa C.Agardh
59. Ulva partita K.Ichihara
60. Ulva parva V.J.Chapman
61. Ulva patengensis Salam & Khan
62. Ulva pennata Lagourgue & Payri
63. Ulva phyllosa Papenfuss
64. Ulva pilifera (Kützing) Škaloud & Leliaert
65. Ulva piritoka Ngāti Kuri, Heesch & W.A.Nelson
66. Ulva planiramosa Lagourgue & Payri
67. Ulva pluriramosa Lagourgue & Payri
68. Ulva polyclada Kraft
69. Ulva pouliotii Golden & S.C.Lindstrom
70. Ulva profunda W.R.Taylor
71. Ulva prolifera O.F.Müller
72. Ulva pseudo-ohnoi H.W.Lee, J.C.Kang & M.S.Kim
73. Ulva pseudocurvata Koeman & Hoek
74. Ulva pseudolinza (Koeman & Hoek) H.S.Hayden, Blomster, Maggs, P.C.Silva, Stanhope & Waaland
75. Ulva pseudorotundata Cormaci, G.Furnari & Alongi
76. Ulva quilonensis Sindhu & Panikkar
77. Ulva radiata (J.Agardh) H.S.Hayden, Blomster, Maggs, P.C.Silva, Stanhope & Waaland
78. Ulva ralfsii (Harvey) Le Jolis
79. Ulva ranunculata Kraft & A.J.K.Millar
80. Ulva reticulata Forsskål
81. Ulva rhacodes (Holmes) Papenfuss
82. Ulva rigida C.Agardh
83. Ulva saifullahii Amjad & Shameel
84. Ulva scolopendra Lagougue & Payri
85. Ulva shanxiensis L.Chen, J.Feng & S.-L.Xie
86. Ulva siganiphyllia Lagourgue & Payri
87. Ulva sorensenii V.J.Chapman
88. Ulva spinulosa Okamura & Segawa
89. Ulva splitiana Alongi, Cormaci & G.Furnari
90. Ulva spumosa Lagourgue & Payri
91. Ulva stenophylla Setchell & N.L.Gardner
92. Ulva stenophylloides L.G.Kraft, Kraft & R.F.Waller
93. Ulva sublittoralis Segawa
94. Ulva taeniata (Setchell) Setchell & N.L.Gardner
95. Ulva tanneri H.S.Hayden & Waaland
96. Ulva tentaculosa Lagourgue & Payri
97. Ulva tepida Y.Masakiyo & S.Shimada
98. Ulva torta (Mertens) Trevisan
99. Ulva uniseriata Bast & Rani